# 小琉球水仙宮
22°21′12″N 120°22′57″E / 22.353219°N 120.382408°E
小琉球水仙宮位於臺灣屏東縣琉球鄉本福村中山路223號，是一座主祀水官聖帝(水仙尊王)的廟宇。
水仙宮為一兩層樓建築，其中一樓門前有兩付對聯：「水患神州一日治平功在世；仙居寶島千秋靈顯澤於民」、「水可施恩梅媲五靈開五福；仙能濟世竹栽三島報三多」，廟方人員表示為當初宮廟重建時，主神水官聖帝(水仙尊王)扶乩時所寫。

## 緣起
㈠溫府千歲、海防聖帝、水官聖帝：
- 1946年(民國35年)七月前，東港人氏林列先生(鄉里敬稱「列伯」)，原居東港，經營木材行，早期琉嶼上有造船廠數家，列伯往來東琉兩地營業，夜則與船廠工人、鄉親聚談於蔡清誥先生(鄉里敬稱「誥伯」)宅邸大院，一日「列伯」提議，不如借「誥伯」大厝開設鸞堂，奉東港東隆宮溫府千歲為主神，立壇濟世(琉球溫王壇)，眾人覆議後即安置溫府千歲香火乙座，為神服務，為民辦事。

- 昔日東港東隆宮水仙尊王(水僊尊王)金身之裝土剝落，故請至佛具店重新粉面裝修，恰巧琉球溫王壇信眾常至該佛具店，溫王壇信眾見其金身數次後頗為投緣，故琉球溫王壇眾人便請示水仙尊王(水僊尊王)是否願至琉球鄉興基，獲水仙尊王(水僊尊王)首肯後，因「列伯」與佛具店熟識，故整修完後，琉球溫王壇眾人便歡喜恭請水仙尊王(水僊尊王)至琉球鄉，水仙尊王(水僊尊王)至琉球鄉後扶鸞時降駕報稱水官聖帝，眾人恭奉為主神，不久後東港東隆宮即通知要迎回神像，風聞此事諸生個個皆有憂色，於是諸生齊眾置香案虔心祈求水官聖帝，不久，水官聖帝降乩問諸生是否信心堅定，要留祂在此興基受眾人萬年朝拜，眾人異口同聲無不應是，水官聖帝便交待當東港廟方來迎請時，當列為上賓好生款待，待東港廟方離開後，水官聖帝即指示已決定要在琉球鄉興基，眾人即雕刻金身，扶鸞時駕稱海防聖帝，並指示已請回東港之水官聖帝已經請旨要在琉球鄉興基，需再雕一尊金身，此外祂是前來輔佐水官聖帝救世的，之後再雕一尊金身，扶鸞時駕稱水官聖帝，自此便以水官聖帝為主神，海防聖帝及溫府千歲為副主神，開始濟世勸善。

㈡劉部大帝：
- 有一從臺南來琉球鄉工作的人陳恩，因以黏錫為業，故人喚「老黏錫」，聽聞水官聖帝辦事靈感異常，便囑眾人若逢水官聖帝濟世，通知他前往，自此「老黏錫」便常跟隨水官聖帝，看祂濟世救民，某日「隆和堂」手輦問事時，忽有一神聖報頭銜為劉部，欲協助水官聖帝在此處濟世，劉部大帝在「隆和堂」濟世一段時日後，希望諸生能為祂雕刻金身，人告知「老黏錫」此事，「老黏錫」回說應回臺南劉部祖廟取香火回來，於是王贊(本名王天從，經營造船廠，人稱贊伯，曾任三隆宮王船組組長)、蔡進添(人稱添仔)便和「老黏錫」共同前往臺南迎取劉部香火，惟因諸般耽擱而遺忘此事。

- 一段時日後劉部大帝問起：「為何金身之事遲遲未理?」，眾人才猛然憶起此事，但事隔許久，當初迎取之香火早已不知在何處，當事人年歲已高，王贊及添仔對當初廟宇之印象早已模糊，只好再由王贊、添仔及曾幾法先生等人前往臺南，憑著模糊的印象海底撈針似的，四處尋找奉祀劉部大帝的廟宇，某日在廟前詢問一位老婦人，婦人指點他們到廟附近佛像店詢問，佛像店師傅說道：這條巷子後有間主祀保生大帝的廟宇，內有奉祀劉部大帝，眾人繞經巷道，抵達廟宇後，王贊及添仔即確認該處正是當初來迎取劉部大帝香火之廟宇(臺南元和宮白龍庵)，一行人因此得以順利取回香火，於1951年(民國40年)左右，安置於劉部大帝金身內。

## 廟宇沿革
㈠溫王壇時期：
1946年(民國35年)七月前，東港人氏林列先生(鄉里敬稱「列伯」)，原居東港，經營木材行，列伯往來東琉兩地營業，夜則與船廠工人、鄉親聚談於蔡清誥先生(鄉里敬稱「誥伯」)宅邸大院，一日「列伯」提議，不如借「誥伯」大厝開設鸞堂，奉東隆宮溫府千歲為主神，立壇濟世(琉球溫王壇)，眾人覆議後即安置溫府千歲香火乙座，為神服務，為民辦事，後歷經東港東隆宮水僊尊王恭請至琉球興基及東隆宮迎回東港事件，即奉水官聖帝為主神，海防聖帝及溫府千歲為副主神，開始濟世勸善，「列伯」亦以擅長之道術、符法襄助水官聖帝行醫拯民。
㈡隆和堂時期：
1946年(民國35年)十月十三日吉辰將鸞堂命名為「隆和堂」。
㈢水仙宮時期：
- 「隆和堂」在鸞生日見增加後，諸生深感壇內空間狹窄，故於1949年(民國38年)十月變更壇規，將「隆和堂」改建於琉球鄉琉球段一之一號之土地，並改名為「水仙宮」，已受諸生之永敬，並由諸生開會、集議、策劃、捐獻而興建，至1950年(民國39年)十二月竣工。

- 1977年(民國66年)八月提經信徒代表大會決議通過，策畫捐輸漁船與信眾芳名，另登錄在樑籤及石碑，以表謝忱，即予興工改建，二層廟宇，下層供奉五福大帝，五尊為鎮殿主神，上層供奉水官聖帝、海防聖帝、溫府千歲三尊為鎮殿主神，並建造王船兩艘鎮守，上層廟內左邊以供信徒之崇拜，擇定於1979 年(民國68年)六月八日舉行進廟典禮，以焚香虔誠，而達信徒(漁民)之崇敬。

## 祀神
(以神明方向區分左、右側)
- 一樓：主祀五福大帝、左龕祀奉狩元帥、右龕祀奉誠中軍及五營兵將、另兩側牆上各有一刑具祀奉刑具爺,右廂設置水仙宮忠壽堂祿位[2]。
- 二樓：主祀水官聖帝、副祀海防聖帝、溫府千歲(廟方人員表示當初水官聖帝扶鸞時指示：為感謝海防聖帝前來協助救世，故將中間大位讓予海防聖帝，左側為水官聖帝，右側為溫府千歲)，左龕祀奉觀世音菩薩及太歲星君，右龕祀奉福德正神、境主公、王船元帥、五營兵將及王船[3](分別為水官聖帝及海防聖帝擁有)，中間下方祀奉虎爺。

## 特色
欽點五毒大神陣
- 小琉球水仙宮五毒大神由來：相傳五福大帝其得道升天後，劉部宣靈公向竹葉仙師及道老仙師學習道法，但當時得道升天的五福大帝則各留一魂魄於井內，玉皇上帝深怕留於井內的魂魄作亂，擾亂民間，待劉部宣靈公道法學成後，請祂下凡，將遺留井內的魂魄收回於天庭，因五福大帝生前為中毒而亡，玉皇上帝則將其魂魄冊封為「欽點」五毒大神，職責為收除瘟疫，故此，五毒大神並無金身，也不屬於任何神明之駕前部將，只有地方平安祭典遶境之需要，懇請劉部宣靈公向玉皇上帝請旨，並安五毒大神之座位，再由劉部宣靈公帶領下凡，為地方驅除瘟疫。
- 組成：由刑具爺領軍，後有武差爺及五毒大神【代表五方及五行，分別是代表東方的綠大神、代表西方的白大神、代表南方的紅大神、代表北方的黑大神及代表中尊的黃大神】，最早綠、白、紅、黑大神是以扮武臉呈現，8科後才改為文臉，至2015年(乙未年)迎王時，獲五福大帝三聖筊同意方改回武臉，故此小琉球與其他地方由來、扮演之人數、步法及服裝皆是不一樣之型態。
- 緣起：1951年(民國40年)左右，當時乩童郭寶金(定金)有一友人，見東港有一團五毒大神陣團，遂提議成立五毒大神陣團，經請示劉部宣靈公除同意成立外(相傳劉部係受碧雲寺觀音佛祖之託，請玉旨奉請五毒大神下凡於遶境期間和瘟制煞)，並於夢中教授乩童郭寶金(定金)出陣組成及步伐與說明五毒大神之由來，夢醒後郭寶金(定金)即開始著手訓練五毒大神陣團，並參與小琉球迎王遶境【參與的第一科為1952年(民國41年)】。
- 迎請五毒大神科儀流程：

㈠於迎王科年，擲筊請示劉部大帝下列各重要節點時辰。

㈡重要節點：

⒈五毒大神陣開訓：開訓時神子(參與五毒大神陣練習之人員簡稱)需到齊。

⒉五毒大神陣練習：練習時間需考量在地與外地神子放假期程及農曆七月。

⒊五毒大神安座(館)：約迎王前一個月。

⒋五毒大神神子茹素及閉關：約迎王前一個月。

⒌迎王期間出陣：配合小琉球迎王平安祭典遶境期程，每日開光唸請神咒，遶境最後一天恭請五毒大神返衣卸甲後唸送神咒。

⒍送神(恭送五毒大神回天庭)：配合小琉球迎王平安祭典送王後當天，於前一日擲筊請示送神時間，送神後即收館(收五毒大神座位)。

- 登錄文化資產：2019年(民國108年)12月17日獲屏東縣政府登錄為屏東縣民俗類文化資產(公告文號：屏府文保字第10830552400號)[5]

## 引註
1. ↑  . Taiwan temple     台灣寺廟網.   [2018-08-16]. （原始内容存档于2018-08-06） （中文（臺灣））.
2. ↑  . 文化資源地理資訊系統.   [2018-08-16]. （原始内容存档于2018-08-16） （中文（臺灣））.
3. ↑  . liuqiu.pthg.gov.tw.   [2018-08-16]. （原始内容存档于2018-08-06）.
4. ↑  . 傳統雜技主題知識網.   [2020-06-12]. （原始内容存档于2020-06-12） （中文（臺灣））.
5. ↑  . 文化部文化資產局-國家資產文化網.   [2020-06-12]. （原始内容存档于2020-03-25） （中文（臺灣））.

## 外部連接
- 小琉球水仙宮的Facebook專頁